# Paul Constantin Billot
Paul Constantin Billot (1796 - 1863) foi um botânico francês .
Foi professor de botânica em Hagenau (Alsácia).

## Publicações
- Notes on the Flora of France and dell'Alemagna (Hagenau, 1855).